# Kliny (województwo lubelskie)
Kliny – kolonia w Polsce położona w województwie lubelskim, w powiecie lubelskim, w gminie Głusk.
W latach 1975–1998 miejscowość administracyjnie należała do ówczesnego województwa lubelskiego.
Wieś stanowi sołectwo gminy Głusk. Według Narodowego Spisu Powszechnego z roku 2011 wieś liczyła 246 mieszkańców.

## Urodzeni w Klinach
- Tadeusz Dymowski – Poseł na Sejm Ustawodawczy 1919-1922.